# Stiftung Rütimattli
Die Stiftung Rütimattli ist als Soziale Einrichtung ein gemeinnütziger Dienstleister für Menschen mit Beeinträchtigungen in der Gemeinde Sachseln im Kanton Obwalden in der Schweiz. Das Angebot richtet sich an Kinder, Jugendliche und Erwachsene, die in ihrer Entwicklung beeinträchtigt, geistig, mehrfach oder psychisch behindert sind.

## Geschichte
Die Stiftung Rütimattli ist eine privatrechtliche Institution mit gemeinnützigem Charakter. Sie wurde 1967 unter dem Namen Gloria Stiftung gegründet und 1995 in den heutigen Namen umbenannt. Der sozial engagierte Unternehmer Gottlieb Gloor ergriff damals die Initiative und rief die Stiftung ins Leben. Anfang 1968 wurde die Heilpädagogische Tagesschule in Alpnach eröffnet. 1976 konnte dann der Neubau des Schulheims Rütimattli am heutigen Sitz in Sachseln in Betrieb genommen werden. Der Obwaldner Volksfreund bezeichnete dies damals als «die vollkommenste und neuzeitlichste Sonderschule der ganzen Schweiz». Auf den 1. Januar 2011 wurde eine neue Leistungsvereinbarung mit dem Kanton Obwalden abgeschlossen. Deren Kernstück ist ein neuer Finanzierungsmodus mit im Voraus vereinbarten Pauschalen.

## Tätigkeitsfelder und Angebot
Das Angebot der Stiftung umfasst Heilpädagogische Früherziehung, Heilpädagogische Schule (Schulheim Rütimattli), Tagesschule, Wocheninternat, Integrative Förderung in Regelklassen, Werkstätten (Werkstatt Hüetli, Werkstatt Büntenpark, Holzwerkstatt), die Kollegi-Gärtnerei, Wohnheim für Erwachsene, Wohngruppen und Aussenwohngruppen. Insgesamt nutzen 278 Personen das Angebot (Stand Dezember 2008).